# Eduardo Alastrué Castillo
Eduardo Alastrué Castillo (Alcañiz, Teruel, 13 de octubre de 1913-Madrid, 21 de enero de 1991) fue un naturalista e ingeniero de minas español.

## Biografía
Tras estudiar en las Escuelas Pías de Alcañiz, se trasladó a Madrid en 1934 para estudiar Ingeniería de Minas en la Escuela Técnica Superior de Ingenieros de Minas. En la capital de España se alojó en la Residencia DYA, situada en la calle Ferraz. Allí conoció a san  Josemaría Escrivá, participó en las actividades de la Residencia y dio algunas clases de Matemáticas. Antes de 1936 se afilió a Falange; y en la posguerra desempeñó varios cargos en el SEU.
Durante la Guerra civil, se refugió en la Legación de Honduras, donde coincidió unos meses con Escrivá, hasta que éste dejó la Legación, el 31 de agosto de 1937. Durante esos meses tuvo el encargo de transcribir las meditaciones predicadas por Josemaría Escrivá a los que le acompañaban en aquel refugio. En octubre de 1938, junto con Vicente Rodríguez Casado y Álvaro del Portillo logró pasar a la zona nacional, a través de las líneas del frente, en Guadalajara, volviéndose a encontrar con Escrivá en Burgos. Acabada la guerra, y hasta 1944 tuvo un trato casi diario con Josemaría Escrivá. Se doctoró en Ciencias Naturales en 1943 e Ingeniería de Minas en 1944.  
En 1944 se trasladó a Sevilla, al obtener la cátedra de Mineralogía, Geografía Física y Geología en la Facultad de Ciencias de la Universidad de Sevilla. Realizó diversas estancias de investigación en Francia e Inglaterra (1946-1947). Poco a poco, su relación con el fundador y con el Opus Dei se fue haciendo cada vez más esporádica. En 1949 ocupó la cátedra en la Universidad de Zaragoza, y en 1957 volvió a Sevilla. En 1969 obtuvo la cátedra de Geografía Física y Geología Aplicada en la Universidad Complutense. Falleció en Madrid el 21 de enero de 1991.

## Premios
- Premio Juan de la Cierva (1943), por su tesis doctoral en Ciencias defendida en 1943.[9]